# 諏訪悠磨
諏訪 悠磨（すわ ゆうま、2000年8月29日 - ）は、東京都出身のサッカー選手。ポジションはMF。

## クラブ歴
実践学園高等学校出身で、SC相模原U21に加入した。
2020年にオーストリア3部のSCシュヴァーツで選手となった。翌2021年にドルガ・ツルノゴルスカ・フドバルスカ・リーガ所属のOFKグルバリ・ラダノヴィチに移籍した。
同年夏にAリーガのFKカウノ・ジャルギリスに完全移籍し、レギュラー争いを繰り返した。
2024年2月にセルビア・プルヴァ・リーガ所属のFKコルバラに松井熙とともに移籍した。なお、諏訪と松井はシュヴァーツ時代にもチームメイトであった。
同年夏にプルヴァ・ツルノゴルスカ・フドバルスカ・リーガ所属のFKボケリ・コトルに完全移籍した。